# إبراهيم شيكا
إبراهيم شيكا (إبراهيم الجمال) (1417 - 1446هـ / 1997 - 2025م) هو لاعب كرة قدم مصري. اشتَهَر بمسيرته في نادي الزمالك المصري الذي لعب له في مركز الظهير الأيسر. بدأ مسيرته الكروية في أكاديمية الزمالك، وتألق في فئات الناشئين قبل أن يواجه تحدِّيات صحِّية أجبرته على إنهاء مسيرته مبكرًا، بسبب إصابته بمرض سرطان المستقيم.

## نشأته
وُلد إبراهيم شيكا يوم 27 فبراير 1997م في محافظة الجيزة، بمصر. نشأ في بيئة رياضية، مما زاد في شغفه بكرة القدم منذ سن مبكرة. انضم إلى أكاديمية نادي الزمالك في مرحلة الطفولة، حيث أظهر موهبة واعدة كظهير أيسر، مما جعله يُلقب بـ"شيكا" تشبيهًا بأسلوب لعب "شيكابالا"، قائد الزمالك.
بدأ شيكا مسيرته الاحترافية مع نادي الزمالك، حيث لعب في فئات الناشئين وتألق إلى جانب لاعبين مثل مصطفى محمد وأكرم توفيق. قدَّم مستويات مميزة جعلته مرشحًا للانضمام إلى الفريق الأول، لكنه غادر النادي في سن تسعة عشر عامًا بسبب خلاف مع أحد الإداريين.
بعد مغادرته الزمالك، انضم شيكا إلى نادي المقاولون العرب، ثم لعب لاحقًا مع طلائع الجيش. كما استدعي لمنتخب مصر للشباب مواليد 1997 تحت قيادة المدرب معتمد جمال. توقف عن اللعب مؤقتًا ، لكنه عاد لاحقًا للمشاركة مع أندية الدرجة الثانية والثالثة قبل أن يُجبر على اعتزال كرة القدم نهائيًا بسبب مرضه.

## حياته الخاصة
تزوج إبراهيم بالسيدة هبة أيمن التركي، وأنجب منها ولدًا وبنتًا.

## مرضه ووفاته
في الأشهر الأخيرة من حياته، عانى إبراهيم شيكا من سرطان المستقيم، وهو مرض خطير لا تظهر أعراضه في مراحله المبكرة. تدهورت حالته الصحية بشكل كبير، مما تسبب في فقدانه للوزن وظهوره بملامح متعبة في مقاطع فيديو شاركها عبر وسائل التواصل الاجتماعي. تحدث شيكا عن آلامه الشديدة وصعوبة تناوله للطعام بسبب العلاج الكيميائي، وطالب الجمهور بالدعاء له.
أثارت حالته تعاطفًا واسعًا من الجماهير ونجوم الرياضة والفن. زاره لاعب الأهلي إمام عاشور في منزله، وقدم له الفنان محمد رمضان دعمًا معنويًا خلال برنامجه "مدفع رمضان". كما تكفل الفنان تامر حسني بتكاليف علاجه، وتبرع الداعية الإماراتي وسيم يوسف بمبلغ 250 ألف جنيه مصري لدعم العلاج. بالإضافة إلى ذلك، أظهرت جماهير الأهلي والزمالك تضامنًا كبيرًا، حيث رفع جمهور الأهلي لافتة دعم خلال مباراة بالدوري المصري كتب عليها: "المرض ينتهي وتبقى الآمال، إبراهيم شيكا.. سلامتك يا بطل".
على الرغم من الجهود العلاجية، تفاقم المرض وانتشر في جسده، مما أدى إلى نقله إلى الرعاية المركزة في مستشفى الجوي، ثم إلى معهد الأورام، حيث وُصفت حالته بأنها ميؤوس منها.
وتوفي إبراهيم شيكا في صباح السبت 14 شوال 1446هـ الموافق 12 أبريل 2025م، عن عمر يناهز 28 عامًا، بعد صراع طويل مع سرطان المستقيم. نعاه نادي الزمالك والأهلي المصري في بيانات رسمية، عبَّر عن بالغ الحزن وتقدم بالعزاء لأسرته ومحبِّيه. كما نعته وِزارة الشباب والرياضة المصرية، ممثلة بوزير الرياضة أشرف صبحي. أُقيمت صلاة الجنازة وسط حضور من أسرته وزملائه السابقين ومسؤولي الزمالك.